# Mohamed Kader Meïté
Mohamed Kader Meïté (Créteil, Francia, 11 de octubre de 2007) es un futbolista franco-marfileño que juega como delantero en el Stade Rennes de la Ligue 1 de Francia.

## Carrera
El 5 de noviembre de 2024 firmó su primer contrato profesional y fue promovido al primer equipo. Mohamed Kader debutó profesionalmente el 10 de noviembre de 2024 en la derrota ante el Toulouse FC, entrando desde el banquillo y disputando 10 minutos. El 18 de abril de 2025 marcó su primer gol en la Ligue 1 ante el FC Nantes.

## Carrera internacional
Mohamed Kader ha representado a la selección francesa en las categorías sub-16, sub-17 y sub-19.

## Vida personal
Es primo de Bamo Méïté, futbolista marfileño.